# Saint-Gilles-Croix-de-Vie
Saint-Gilles-Croix-de-Vie [sɛ̃ ʒil kʁwa d(ə) vi] ist eine französische Gemeinde mit 8140 Einwohnern (Stand 1. Januar 2022) im Département Vendée in der Region Pays de la Loire. Sie gehört zum Arrondissement Les Sables-d’Olonne und ist Mitglied im Gemeindeverband Pays de Saint-Gilles-Croix-de-Vie Agglomération. Die Bewohner werden Gillocruciens und Gillocruciennes oder Giras und Girases oder Gillais und Gillaises genannt.
Die Gemeinde erhielt 2023 die Auszeichnung „Drei Blumen“, die vom Conseil national des villes et villages fleuris (CNVVF) im Rahmen des jährlichen Wettbewerbs der blumengeschmückten Städte und Dörfer verliehen wird.

## Geographie
Saint-Gilles-Croix-de-Vie liegt etwa 25 Kilometer nordwestlich von Les Sables-d’Olonne und etwa 39 Kilometer westlich von La Roche-sur-Yon an der Côte de Lumière der Atlantikküste. Im Ortsgebiet mündet der Fluss Vie ins Meer, nachdem ihn kurz davor sein linker Nebenfluss Jaunay erreicht hat.
Nachbargemeinden von Saint-Gilles-Croix-de-Vie sind:
- Saint-Hilaire-de-Riez im Westen und Norden,
- Le Fenouiller im Nordosten,
- Givrand im Osten und
- Bretignolles-sur-Mer im Südosten.

## Geschichte
Der Ort entstand aus der Fusion der bis 1967 selbständigen Gemeinden Saint-Gilles-sur-Vie und Croix-de-Vie.
| Bevölkerungsentwicklung | Bevölkerungsentwicklung | Bevölkerungsentwicklung | Bevölkerungsentwicklung | Bevölkerungsentwicklung | Bevölkerungsentwicklung | Bevölkerungsentwicklung | Bevölkerungsentwicklung | Bevölkerungsentwicklung |
| ----------------------- | ----------------------- | ----------------------- | ----------------------- | ----------------------- | ----------------------- | ----------------------- | ----------------------- | ----------------------- |
| Jahr                    | 1968                    | 1975                    | 1982                    | 1990                    | 1999                    | 2006                    | 2013                    | 2020                    |
| Einwohner               | 6178                    | 6725                    | 6159                    | 6296                    | 6797                    | 7281                    | 7469                    | 7922                    |

## Sehenswürdigkeiten
- Die Kirche Saint-Gilles entstand im 14. und 15. Jahrhundert und wurde im 19. Jahrhundert im Stil des Flamboyant und der Renaissance überarbeitet. Die Nordseite des Langhauses und der Kirchturm aus der Bauphase der Kirchenbaus sind seit 1926 als Monument historique eingeschrieben. Das Gewölbe des Schiffes und die Schlusssteine stammen aus dem 16. und 17. Jahrhundert. Die Fenster sind modern.
- Die Kirche Sainte-Croix in Croix-de-Vie wurde im 19. Jahrhundert im neobyzantinischen Stil gebaut.
- Auf dem Friedhof der Kirche Saint-Gilles befinden sich der Menhir de la Tonnelle, ein Hosianna-Kreuz aus dem 16. Jahrhundert und Grabsteine aus dem 15. bis 17. Jahrhundert. Der Menhir ist seit 1921 als Monument historique klassifiziert.
- Das Musée maraîchin zeigt heimische Folklore, Mobiliar und Tracht.

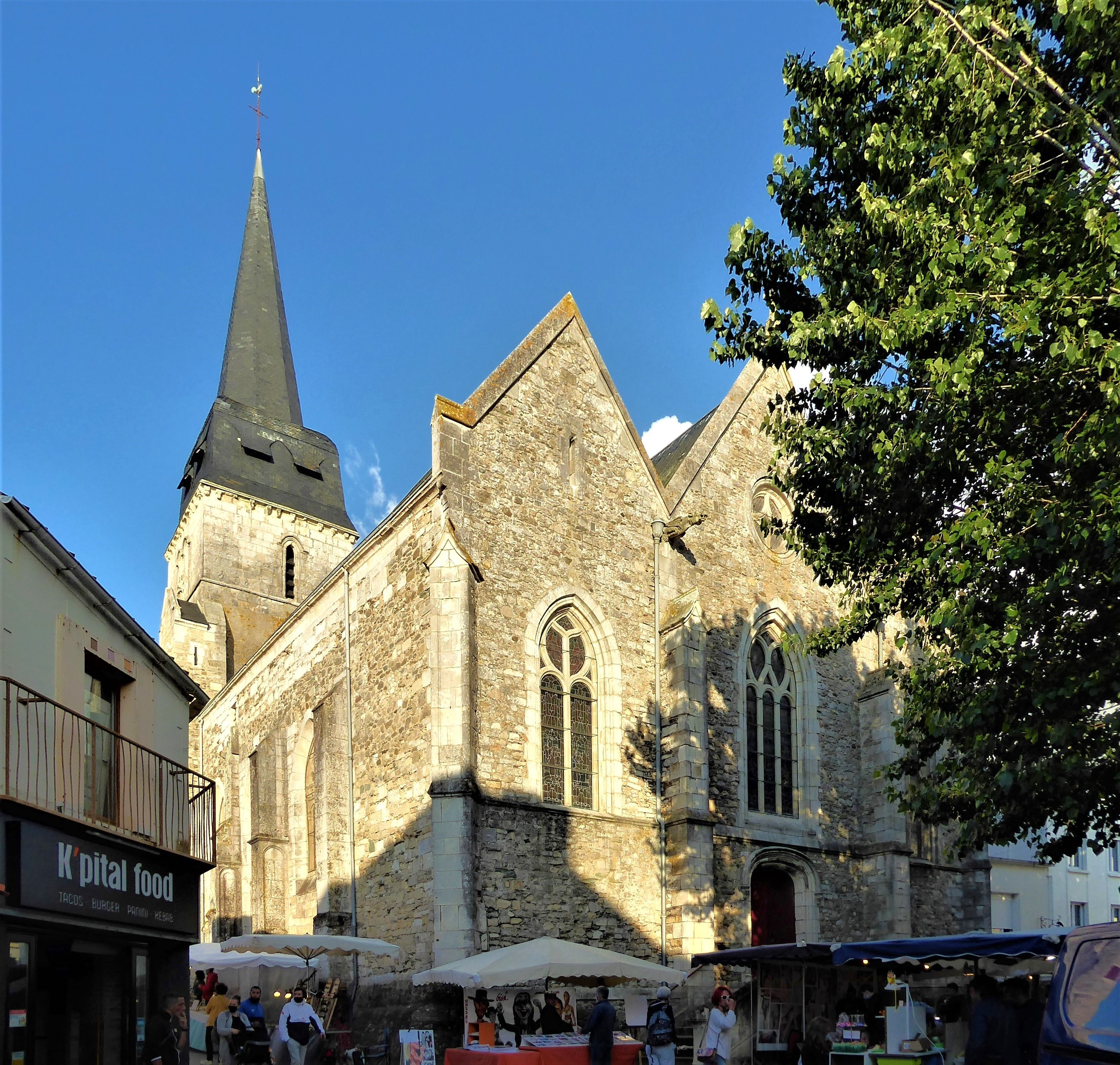
Kirche Saint-Gilles
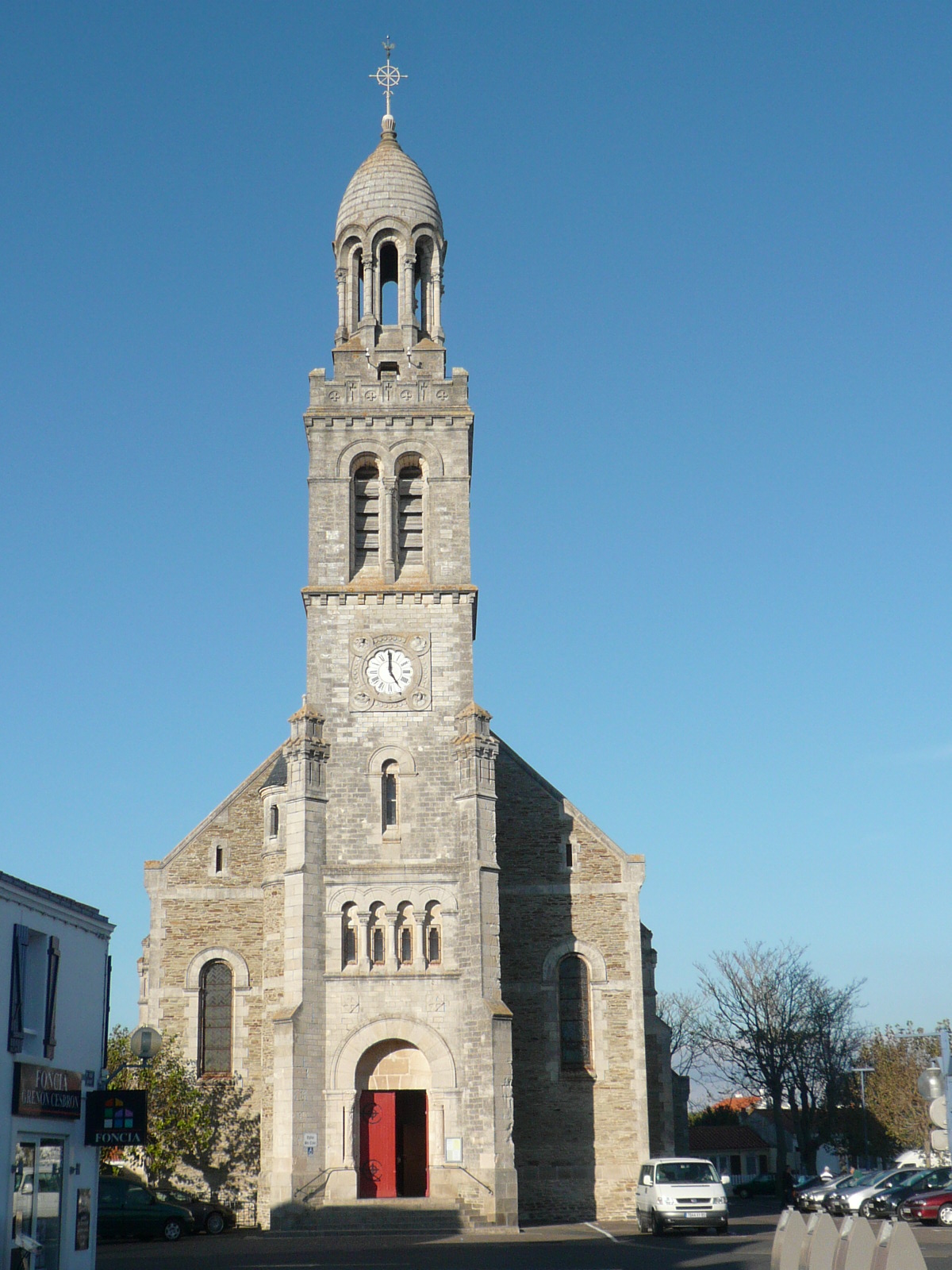
Kirche Sainte-Croix
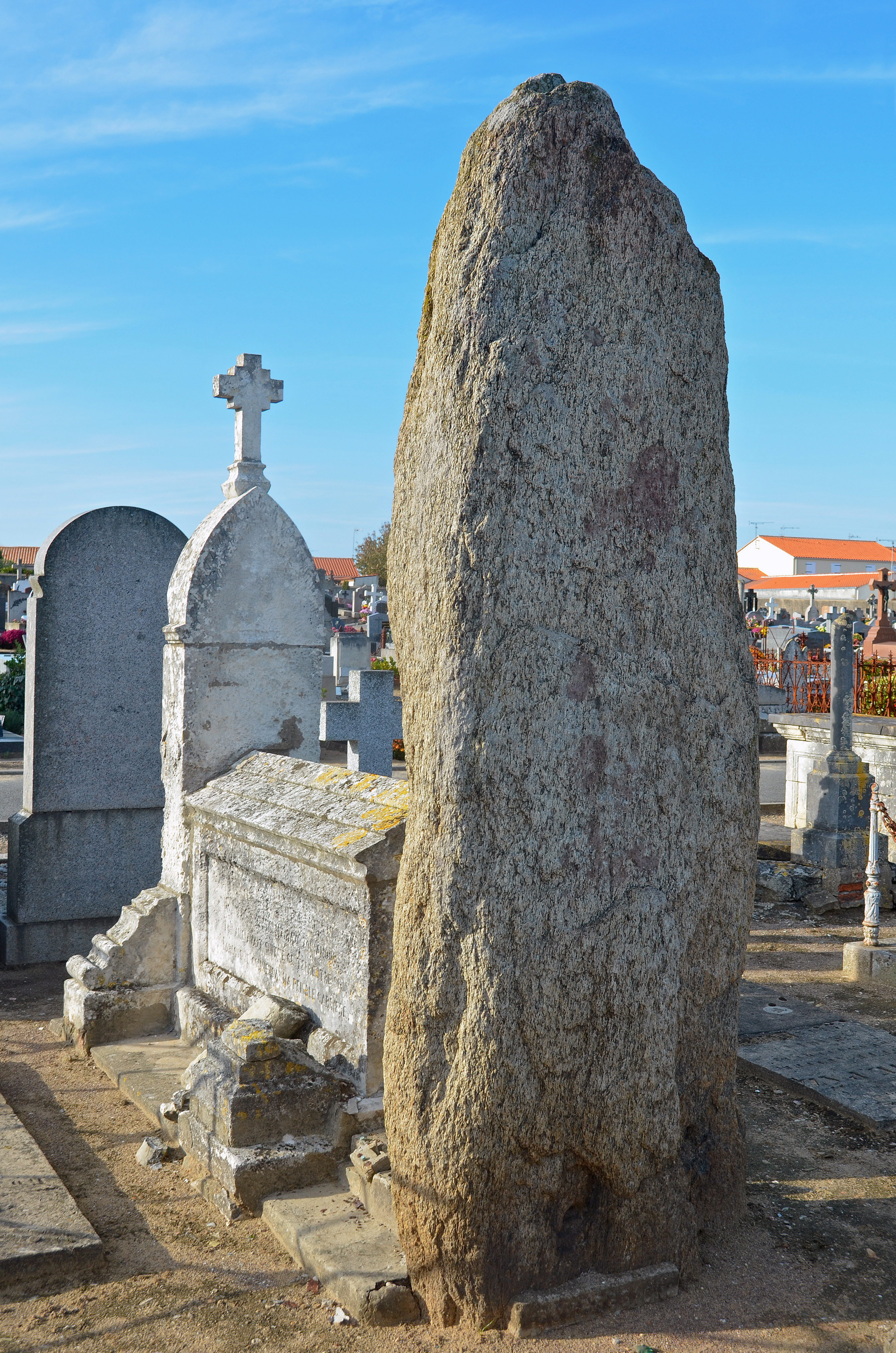
Menhir de la Tonnelle

## Wirtschaft
Haupterwerbszweig ist der Tourismus. Als Fischereihafen liegt Saint-Gilles-Croix-de-Vie in Frankreich an sechster Stelle in puncto angelandeter Fischtonnage. Saint-Gilles war früher führend im Fang und der Verarbeitung von Sardinen.

## Gemeindepartnerschaften
Saint-Gilles-Croix-de-Vie ist seit 2019 partnerschaftlich verbunden mit Montrichard Val de Cher im Département du Loir-et-Cher und seit 2023 mit Palanga in Litauen.